# Aegapheles copidis
Aegapheles copidis är en kräftdjursart som beskrevs av Bruce 2009. Aegapheles copidis ingår i släktet Aegapheles och familjen Aegidae. Inga underarter finns listade i Catalogue of Life.